# Plain Clothes
Plain Clothes è un cortometraggio statunitense del 1925, diretto da Harry Edwards, con Harry Langdon.

## Trama
Un prezioso collier viene rubato a Cecile Rhodes, che ingaggia il detective Harvey Carter per ritrovarlo.
Harvey si ritrova inavvertitamente a collaborare con i ladri, aiutato dalla fidanzata Rosie. Quando i malviventi accertano l'identità di Harvey nascono le complicazioni, al termine delle quali Harvey riuscirà a recuperare la refurtiva.